# أسعد الله مساءكم
أسعد الله مساءكم هو برنامج مصري ترفيهي ساخر يقدمه أكرم حسني ويعرض على قناة إم بي سي مصر. يعبِّر هذا البرنامج عن المميزات الإيجابية والسلبية في الشعب المصري بطريقة ساخرة كوميدية حيث يرصد من خلاله بصورة أسبوعيّة العديد من الوقائع المختلفة في المجتمع المصري ويحللها ويعلق عليها بأسلوب ساخر، كما يستضيف العديد من الشخصيات من خلال برنامجه بشكلٍ أسبوعي. أُنتِج هذا البرنامج من قِبل مجموعة إم بي سي جروب.

## المُقدِم

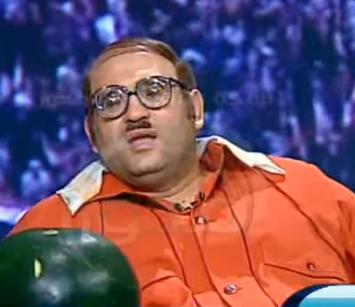
أكرم حسني بشخصية سيد أبو حفيظة في إحدى لقاءات برنامج «دقيقة» التابع لقناة المحور الفضائية

أكرم حسني، إعلامي مصري وناقد سياسي ساخر اشتهر بشخصية «سيد أبو حفيظة» الخيالية التي ينتحلها والتي ظهرت لأول مرة في برنامج نشرة أخبار الخامسة والعشرون الذي عُرض عام 2008 على موغا كوميدي. بدأ حسني مسيرته الإعلامية كمذيع برنامج على محطة نجوم إف إم عام 2004 والذي لم يلقى نجاحًا ملحوظًا بالرغم من استمراره لمدة تتجاوز الـ 5 سنوات. بعد النجاح الكبير الذي حققه من خلال شخصية أبو حفيظة، قام حسني باستغلال صيت هذه الشخصية في العديد من البرامج الأخرى، من أبرزها: ستة فاصلة مية، والكابوس، وحدوتة بعد النوم. البداية الحقيقية لأكرم حسني كممثل بشخصيته الواقعية كانت في فيلم «كلب بلدي» وذلك عام 2016.

## تاريخ البرنامج
عُرض البرنامج لأول مرة في 6 سبتمبر 2014 على قناة نايل كوميدي التلفازية، وكانت من المُقدر له أن يكون الجزء الثاني من برنامج نشرة أخبار الخامسة والعشرون الذي كان يُعرض على قناة النايل كوميدي.

## أنظر أيضًا
- أكرم حسني
- سيد أبو حفيظة
- نشرة أخبار الخامسة والعشرون